# Thập Yển
Thập Yển (tiếng Trung: 十堰, bính âm: Shíyàn) là một địa cấp thị nằm ở tây bắc tỉnh Hồ Bắc, Trung Quốc. Có ranh giới tiếp giáp tỉnh Hà Nam về phía đông bắc, Thiểm Tây về phía bắc và tây bắc, thành phố trực thuộc trung ương Trùng Khánh về phía tây nam.

## Các đơn vị hành chính
- 3 quận: Mao Tiễn, Trương Loan, Vân Dương.
- 1 thành phố cấp huyện: Đan Giang Khẩu.
- 4 huyện: Trúc Sơn, Phòng, Vân Tây, Trúc Khê

| Bản đồ |
| --- |
| Hồ chứa nước Đan Giang Khẩu Mao Tiễn Trương Loan Vân Dương Vân Tây Trúc Sơn Trúc Khê Phòng Đan Giang Khẩu |

## Văn hóa
Dãy núi Võ Đang theo hướng đông-tây nằm ngang qua phía nam địa cấp thị này. Đỉnh núi Võ Đang 32°24′03″B 111°00′14″Đ / 32,400833°B 111,003889°Đ trong nhai đạo Võ Đang Sơn thuộc huyện cấp thị Đan Giang Khẩu là một trong những trung tâm văn hóa quan trọng nhất của Đạo giáo. Khoảng 200 đạo quán, điện thờ nằm rải rác xung quanh đỉnh núi này.